# Анна Шведская
Анна Ваза Шведская, также известная как Анна Финляндская (пол. Anna Wazówna; 17 мая 1568 — 26 февраля 1625) — польская и шведская принцесса, младшая дочь (и ребёнок) короля Швеции Юхана III и Катерины Ягеллонки. Староста Бродницы и Голюба в 1604—1625 годах. Она была близка со своим братом Сигизмундом III, королём Польши (1587—1632) и Швеции (1592—1599). Воспитанная как католичка, Анна в 1584 году перешла в лютеранство; это сделало её брак с представителями большинства европейских аристократических семей невозможным, и она осталась незамужней.

## Ранняя жизнь
Анна была младшей дочерью герцога Юхана Финляндского и Катерины Ягеллоники, сестры польского короля Сигизмунда II Августа. Она родилась в Эскильстуне сразу после того, как её семья была освобождена из плена в Грипсхольме, где её и зачали.
В 1569 году её отец взошёл на престол Швеции. Хотя её мать воспитала её в католической вере, позже, в 1580-х годах, она обратилась в лютеранство. В 1587 году её брат стал королём Польши и великим князем литовским. В 1587 году Анна уехала с братом в Польшу, но была отослана обратно в 1589 году, потому что польский двор не принял принцессу-лютеранку и не потерпел то влияние, которое она оказывала на своего брата. После этого она жила в Швеции при дворе своего короля-отца.
Анна хотела выйти замуж за двоюродного брата своего отца, графа Густава Браге, который был генералом в Польше. Она влюбилась в него ещё в детстве, когда он воспитывался при королевском дворе. Позже они встретилась в доме сестры Браге, Эббы Спарре. Эти встречи считались скандальными — Браге якобы планировал благодаря браку с Анной заполучить шведский престол. В 1589 году Браге приехал в Польшу, и её брат Сигизмунд не был против этого союза. Хотя это была и не самая выгодная партия, она отказала всем другим женихам. Однако время шло, а брак так и не был заключён; однозначного объяснения этому в исторических источниках найдено не было.

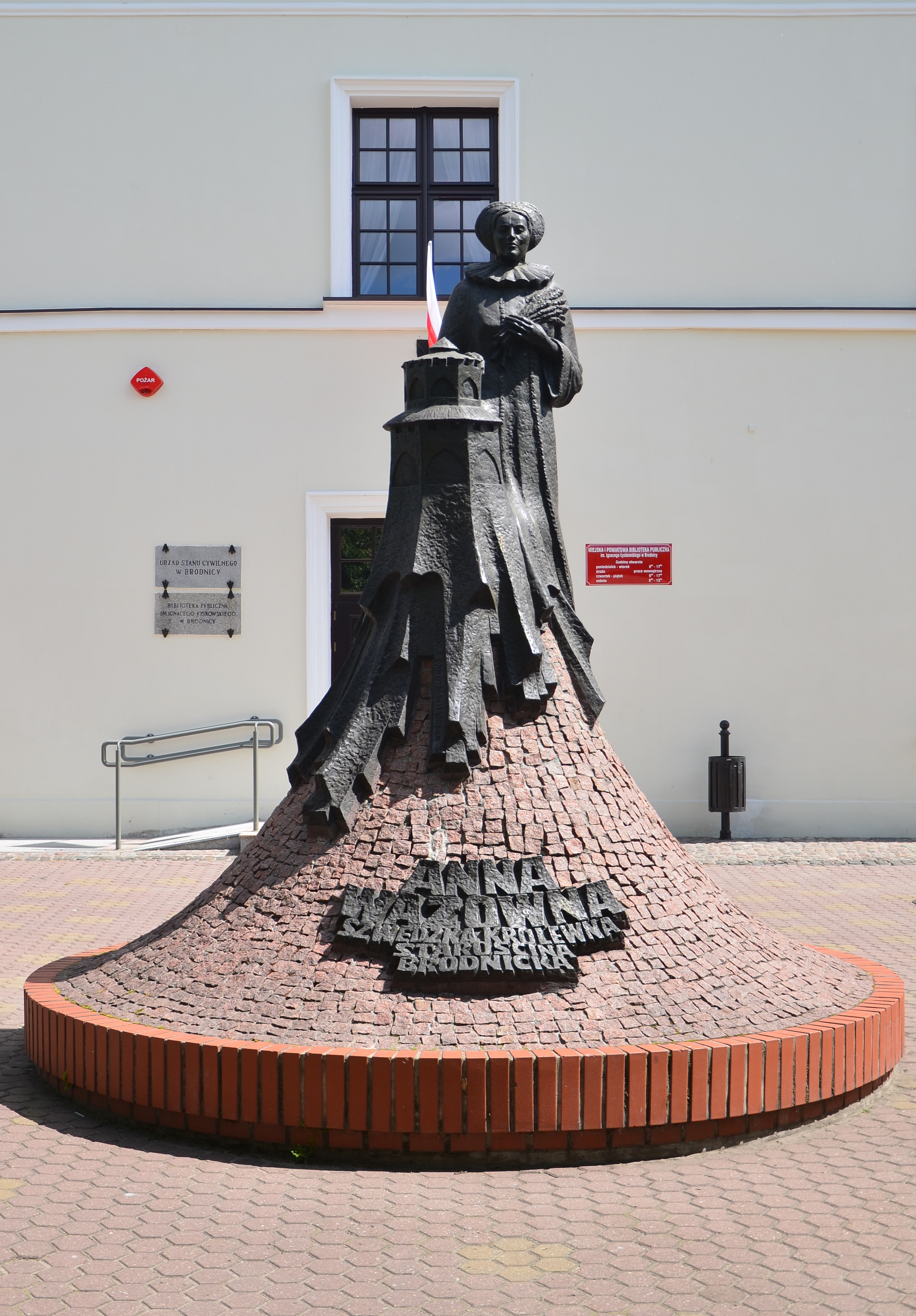
Памятник Анне Шведской в Броднице

Когда Сигизмунд взошёл на трон Швеции в 1592 году, он планировал сделать Анну регентом этого королевства, в то время как сам он планировал остаться в Польше. Вместо этого, их дядя герцог Сёдерманландский Карл добился от шведского совета назначения на эту должность. Герцог Карл, ярый протестант, объявил Анну отравительницей и использовал эту клевету против Сигизмунда. В 1595 году она устроила брак между своей фрейлиной Сигрид Браге и Йоханом Гилленстерна наперекор семей молодожёнов. Это стало причиной скандала, поскольку Браге была помолвлена с другим мужчиной, которого выбрала её семья. Анна очень не любила своего дядю, регента Швеции и будущего короля.

## Жизнь в Польше
Когда её дядя занял трон в 1598 году, она уехала в Польшу, чтобы жить при дворе своего брата Сигизмунда III. Там она провела остаток своей жизни. Она была известна как Анна Шведская и была единственной протестантской в католической королевской семье. Она несколько раз возвращалась ко шведскому двору, в том числе и в 1618 году.
Анна никогда не выходила замуж. В 1596 году она была помолвлена с Георгом Иоганном, маркграфом Бранденбургским; приданое было выделено, а дата назначена, однако свадьба была отменена по политическим причинам, прежде чем успела состояться.

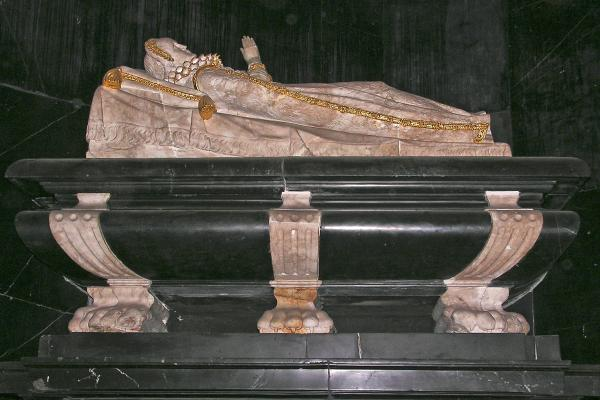
Гробница Анны Шведской в церкви Святой Марии в Торуни

Она была политическим советником своего брата и защищала изгнанных шведских лоялистов и протестантов. Ей пришлось покинуть польский двор, поскольку не желала переходить обратно в католичество. Тем не менее, она получила город Страсбург (ныне Бродница) в Пруссии, которым стала управлять с 1604 года.
Апанажем Анны был Страсбург (ныне Бродница) в провинции королевской Пруссии в Польше недалеко от Балтийского моря; она жила в Голюбе и Страсбурге в 1620-х годах. Она стала очень уважаемой благодаря своему великолепному образованию. Она увлекалась литературой, музыкой, садоводством и медициной; была специалистом по лекарственным травам и содержала своего аптекаря. С помощью итальянского помощника она проводила собственные эксперименты с травами.
Она была похоронена в церкви Святой Марии в Торуни в Польше лишь через несколько лет после своей смерти, поскольку папа изначально запретил хоронить протестантку на католическом кладбище. Только её племянник, король Владислав IV, отменил этот указ. Он воздвиг на месте её гробницы великолепный памятник из чёрного мрамора с белой алебастровой фигурой любимой тёти.